# Trichophorum clintonii
Scirpe de Clinton
Espèce
Classification phylogénétique
Synonymes
- Baeothryon clintonii (A. Gray) Á. Löve et D. Löve 
 * Scirpus clintoniiA. Gray

Trichophorum clintonii, appelée la scirpe de Clinton, est une espèce d'angiospermes de la famille des laîches. On peut la retrouver au Canada et au nord des États-Unis.

## Habitat
On peut la retrouver dans les provinces du Québec, de l'Alberta, du Saskatchewan, de l'Ontario et du Nouveau-Brunswick, tandis qu'elle se trouve dans les États de New York, du Maine, du Minnesota, du Wisconsin et du Michigan.